# باسيل تشب
باسيل تشب (بالإنجليزية: Basil Chubb)‏ هو مذيع وكاتب أيرلندي، ولد في 8 ديسمبر 1921، وتوفي في 8 مايو 2002.